# Carlos Tovar Bracho
Carlos Armando Tovar Bracho (*Valencia, Carabobo, 5 de febrero de 1933; †Caracas, 6 de marzo de 2001), fue un eminente narrador deportivo venezolano.
Destacó como narrador de deportes como el béisbol y el boxeo.

## Carrera
En sus inicios fue locutor comercial de la emisora de radio "La Voz de Carabobo". En 1955 se inicia en la narración deportiva con los Industriales de Valencia.
En los años 70, pasa a formar parte del circuito radial de los Leones del Caracas, donde tuvo el honor de laborar al lado de otro virtuoso de la narración deportiva como lo fuera Delio Amado León.
Para el año 1978 pasa a formar parte del circuito radial de los Navegantes del Magallanes, equipo con el cual permaneció hasta su fallecimiento.
En televisión, formó parte del personal de narradores y comentaristas de Radio Caracas Televisión (1970-1978), luego de Venezolana de Televisión (1978-1995) y finalmente de Venevisión (1996-2001).
Fue Coordinador y Productor Ejecutivo de transmisiones deportivas de Venezolana de Televisión hasta 1995.

## Deceso
Falleció el 6 de marzo de 2001 a causa de cáncer hepático.

## Frases famosas
- Está ponchado
- La bola se va, se va ¡y se fue! de cuadrangular
- Saludos fanáticos
- El pitcher lanza y del tiro batea